# Giro di Germania 2003
Il Giro di Germania 2003, ventisettesima edizione della corsa, si svolse dal 3 al 9 giugno 2003 su un percorso di 1 181 km ripartiti in 7 tappe, con partenza da Dresda e arrivo a Saarbrücken. Fu vinto dall'australiano Michael Rogers della squadra Quick Step davanti al portoghese José Azevedo e al kazako Aleksandr Vinokurov.

## Tappe
| Tappa  | Data     | Percorso                              | km    | Vincitore di tappa | Leader cl. generale |
| ------ | -------- | ------------------------------------- | ----- | ------------------ | ------------------- |
| 1ª     | 3 giugno | Dresda > Altenburg                    | 184,1 | Erik Zabel         | Erik Zabel          |
| 2ª     | 4 giugno | Altenburg > Kronach                   | 183   | Gerben Löwik       | Grégory Rast        |
| 3ª     | 5 giugno | Coburgo > Ansbach                     | 188   | Leon van Bon       | Grégory Rast        |
| 4ª     | 6 giugno | Ansbach > Wangen im Allgäu            | 220   | Ivan Quaranta      | Grégory Rast        |
| 5ª     | 7 giugno | Ravensburg > Feldberg                 | 191   | José Azevedo       | José Azevedo        |
| 6ª     | 8 giugno | Bretten > Bretten (cron. individuale) | 40,7  | Michael Rogers     | Michael Rogers      |
| 7ª     | 9 giugno | Bad Dürkheim > Saarbrücken            | 174,9 | Olaf Pollack       | Michael Rogers      |
| Totale | Totale   | Totale                                | 1181  |                    |                     |

## Dettagli delle tappe

### 1ª tappa
- 3 giugno: Dresda > Altenburg – 184,1 km

| Pos. | Corridore      | Squadra         | Tempo    |
| ---- | -------------- | --------------- | -------- |
| 1    | Erik Zabel     | Telekom         | 4h43'34" |
| 2    | Stuart O'Grady | Crédit Agricole | s.t.     |
| 3    | Gerrit Glomser | Saeco           | s.t.     |

| Pos. | Corridore      | Squadra         | Tempo    |
| ---- | -------------- | --------------- | -------- |
| 1    | Erik Zabel     | Telekom         | 4h43'19" |
| 2    | Stuart O'Grady | Crédit Agricole | a 8"     |
| 3    | Gerrit Glomser | Saeco           | a 11"    |

### 2ª tappa
- 4 giugno: Altenburg > Kronach – 183 km

| Pos. | Corridore      | Squadra         | Tempo    |
| ---- | -------------- | --------------- | -------- |
| 1    | Gerben Löwik   | Bankgiroloterij | 4h49'40" |
| 2    | Grégory Rast   | Phonak          | a 1"     |
| 3    | Fabian Wegmann | Gerolsteiner    | a 2'20"  |

| Pos. | Corridore    | Squadra         | Tempo    |
| ---- | ------------ | --------------- | -------- |
| 1    | Grégory Rast | Phonak          | 9h33'23" |
| 2    | Gerben Löwik | Bankgiroloterij | a 24"    |
| 3    | Erik Zabel   | Telekom         | a 2'01"  |

### 3ª tappa
- 5 giugno: Coburgo > Ansbach – 188 km

| Pos. | Corridore            | Squadra         | Tempo    |
| ---- | -------------------- | --------------- | -------- |
| 1    | Leon van Bon         | Lotto-Domo      | 4h40'11" |
| 2    | Christophe Agnolutto | AG2R            | s.t.     |
| 3    | Remco van der Ven    | Bankgiroloterij | s.t.     |

| Pos. | Corridore    | Squadra         | Tempo     |
| ---- | ------------ | --------------- | --------- |
| 1    | Grégory Rast | Phonak          | 14h13'50" |
| 2    | Gerben Löwik | Bankgiroloterij | a 11"     |
| 3    | Erik Zabel   | Telekom         | a 1'45"   |

### 4ª tappa
- 6 giugno: Ansbach > Wangen im Allgäu – 220 km

| Pos. | Corridore       | Squadra    | Tempo    |
| ---- | --------------- | ---------- | -------- |
| 1    | Ivan Quaranta   | Saeco      | 4h52'54" |
| 2    | Stefan van Dijk | Lotto-Domo | s.t.     |
| 3    | Jaan Kirsipuu   | AG2R       | s.t.     |

| Pos. | Corridore    | Squadra         | Tempo     |
| ---- | ------------ | --------------- | --------- |
| 1    | Grégory Rast | Phonak          | 19h06'44" |
| 2    | Gerben Löwik | Bankgiroloterij | a 11"     |
| 3    | Erik Zabel   | Telekom         | a 1'45"   |

### 5ª tappa
- 7 giugno: Ravensburg > Feldberg – 191 km

| Pos. | Corridore                 | Squadra     | Tempo    |
| ---- | ------------------------- | ----------- | -------- |
| 1    | José Azevedo              | ONCE-Eroski | 4h49'49" |
| 2    | Igor González de Galdeano | ONCE-Eroski | s.t.     |
| 3    | Isidro Nozal              | ONCE-Eroski | a 24"    |

| Pos. | Corridore                 | Squadra     | Tempo     |
| ---- | ------------------------- | ----------- | --------- |
| 1    | José Azevedo              | ONCE-Eroski | 23h58'23" |
| 2    | Igor González de Galdeano | ONCE-Eroski | a 4"      |
| 3    | Isidro Nozal              | ONCE-Eroski | a 25"     |

### 6ª tappa
- 8 giugno: Bretten > Bretten (cron. individuale) – 40,7 km

| Pos. | Corridore           | Squadra    | Tempo   |
| ---- | ------------------- | ---------- | ------- |
| 1    | Michael Rogers      | Quick Step | 51'36"  |
| 2    | Jan Ullrich         | Bianchi    | a 1'10" |
| 3    | Aleksandr Vinokurov | Telekom    | a 1'13" |

| Pos. | Corridore           | Squadra     | Tempo     |
| ---- | ------------------- | ----------- | --------- |
| 1    | Michael Rogers      | Quick Step  | 24h50'41" |
| 2    | José Azevedo        | ONCE-Eroski | a 1'19"   |
| 3    | Aleksandr Vinokurov | Telekom     | a 1'52"   |

### 7ª tappa
- 9 giugno: Bad Dürkheim > Saarbrücken – 174,9 km

| Pos. | Corridore      | Squadra         | Tempo    |
| ---- | -------------- | --------------- | -------- |
| 1    | Olaf Pollack   | Gerolsteiner    | 3h59'17" |
| 2    | Erik Zabel     | Telekom         | s.t.     |
| 3    | Stuart O'Grady | Crédit Agricole | s.t.     |

| Pos. | Corridore           | Squadra     | Tempo     |
| ---- | ------------------- | ----------- | --------- |
| 1    | Michael Rogers      | Quick Step  | 28h49'58" |
| 2    | José Azevedo        | ONCE-Eroski | a 1'19"   |
| 3    | Aleksandr Vinokurov | Telekom     | a 1'52"   |

## Classifiche finali

### Classifica generale
| Pos. | Corridore           | Squadra              | Tempo     |
| ---- | ------------------- | -------------------- | --------- |
| 1    | Michael Rogers      | Quick Step           | 28h49'58" |
| 2    | José Azevedo        | ONCE-Eroski          | a 1'19"   |
| 3    | Aleksandr Vinokurov | Team Telekom         | a 1'52"   |
| 4    | Jörg Jaksche        | ONCE-Eroski          | a 1'54"   |
| 5    | Jan Ullrich         | Team Bianchi         | a 2'01"   |
| 6    | Isidro Nozal        | ONCE-Eroski          | a 2'18"   |
| 7    | Patrik Sinkewitz    | Quick Step           | a 2'33"   |
| 8    | Paolo Savoldelli    | Team Telekom         | a 2'52"   |
| 9    | Fabian Cancellara   | Fassa Bortolo        | a 2'53"   |
| 10   | Geoffrey Demeyere   | Vlaanderen-T Interim | a 3'12"   |